# Вроцлавська вулиця (Краків)
Вроцлавська вулиця (пол. Ulica Wrocławska)- вулиця в Кракові, розташована в дільниці V Кроводжа, довжина близько 1,8 км.
Виділена в середині XIX століття. Пролягає від перехрестя з вулицею Прадницькою до військових казарм на вулиці Т. Чижевського, залізничної колії та зупинки Краків Лобзув .
Східну ділянку (від вул. Прадніцької) виділили в першій половині ХІХ століття. Починаючи від перехрестя з вулицею Владислава Локетки, її перебіг збігається із середньовічним Олькуським шляхом, який пролягав із Кракова до Вроцлава.

## Забудова
Забудова початкової частини сягає початка XX століття, домінують чотириповерхові кам’яниці міжвоєнного періоду. У центральній частині (між вулицями Обозною та Рацлавицькою) переважають невисокі кам’яниці та передміські будинки. До найважливіших об'єктів відносяться:
- вулиця Вроцлавська 1-3-5 Військовий клінічний госпіталь з поліклінікою ім. генерала Маріана Гарліцького
- вулиця Вроцлавська 20 - історична заміська вілла
- вулиця Вроцлавська 21 - Командний штаб 6-ї повітряно-десантної бригади
- вулиця Вроцлавська 22 - історична заміська вілла
- вулиця Вроцлавська 82 - казарма Вітчизняної оборони - штаб 16-го повітряно-десантного батальйону
- вулиця Вроцлавська 91 - пункт збору мита «Pod Kasarnią» (колишня акцизна служба № 5 Krowodrza-Koszary)

## Галерея

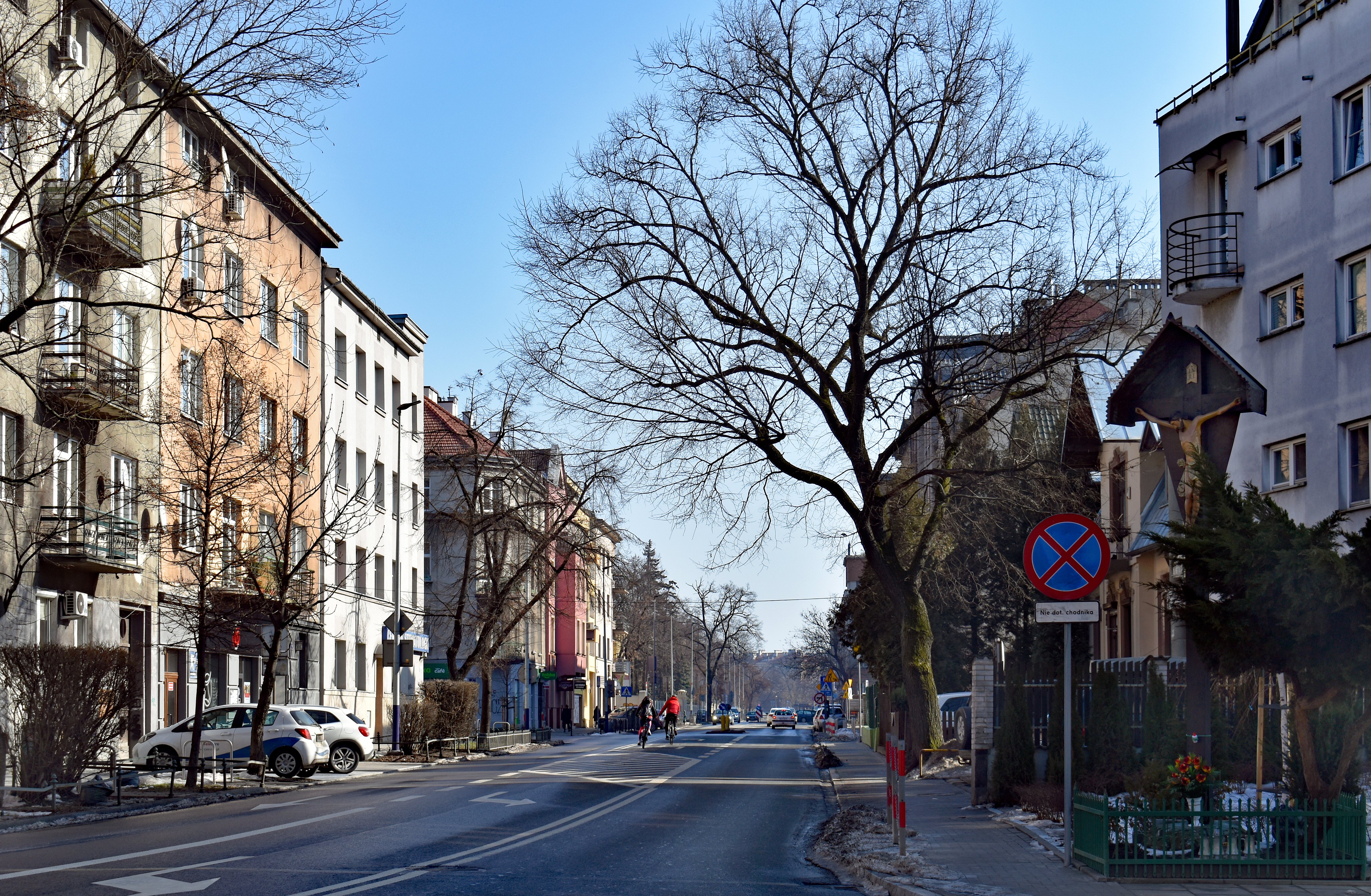
Придорожний хрест на перехресті з вул.Швєнтокжискою (ul. Świętokrzyską) та вид на схід.
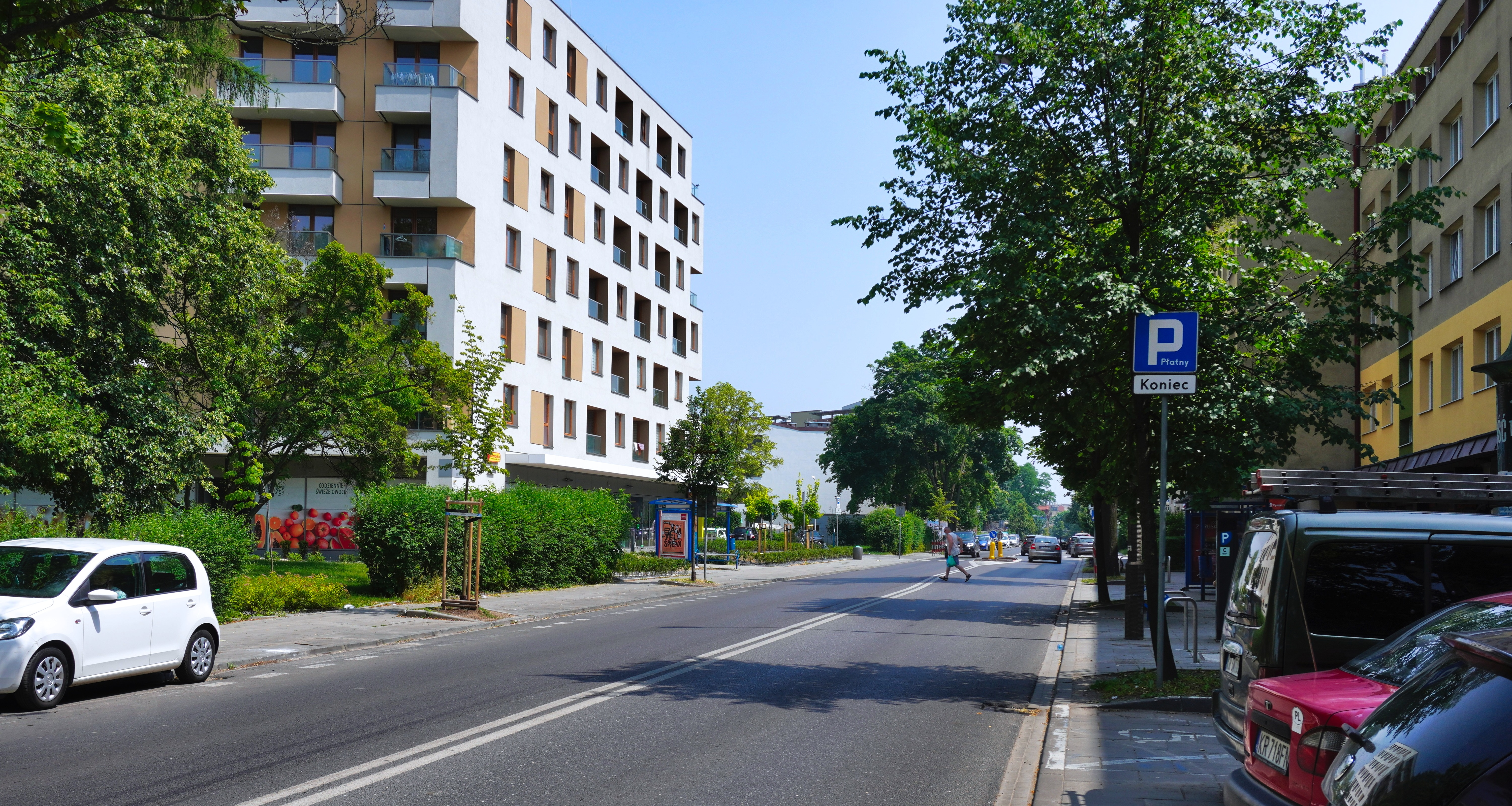
Вид від перехрестя вул. Рацлавською (ul. Racławicką) на схід
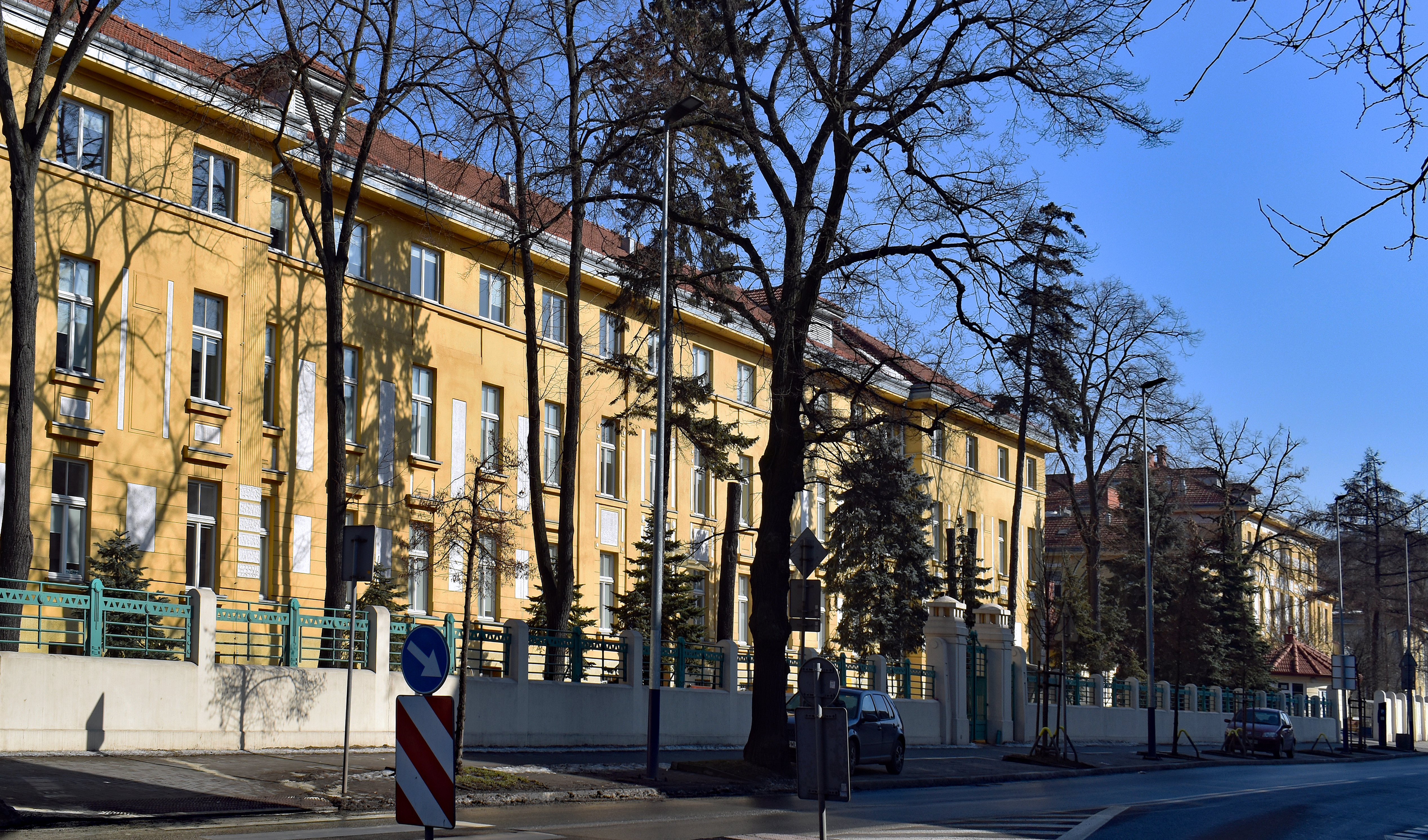
вул. Вроцлавська 1-3 Військовий клінічний госпіталь
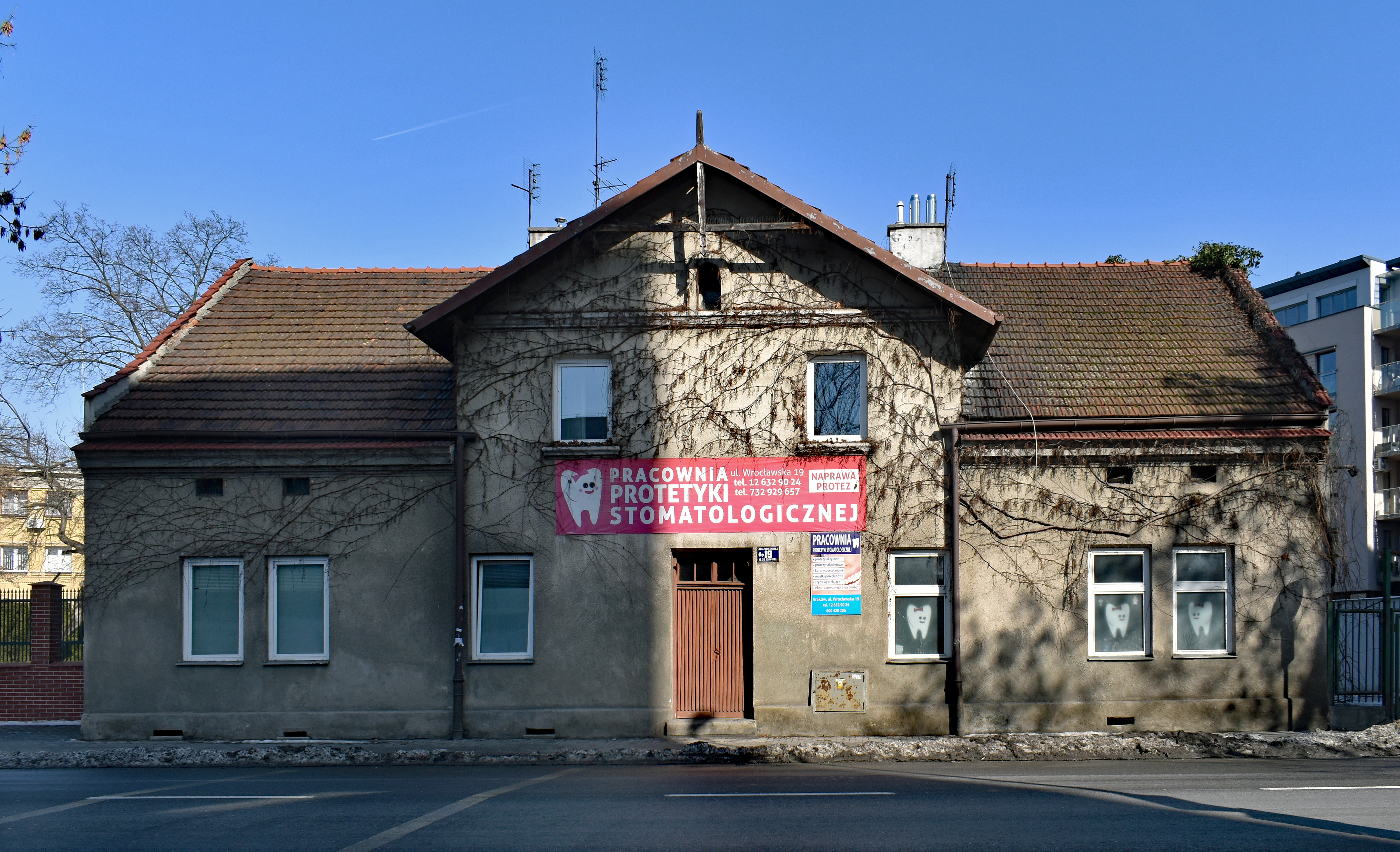
вул. Вроцлавська 19 історична заміська кроводерська вілла з 1928.
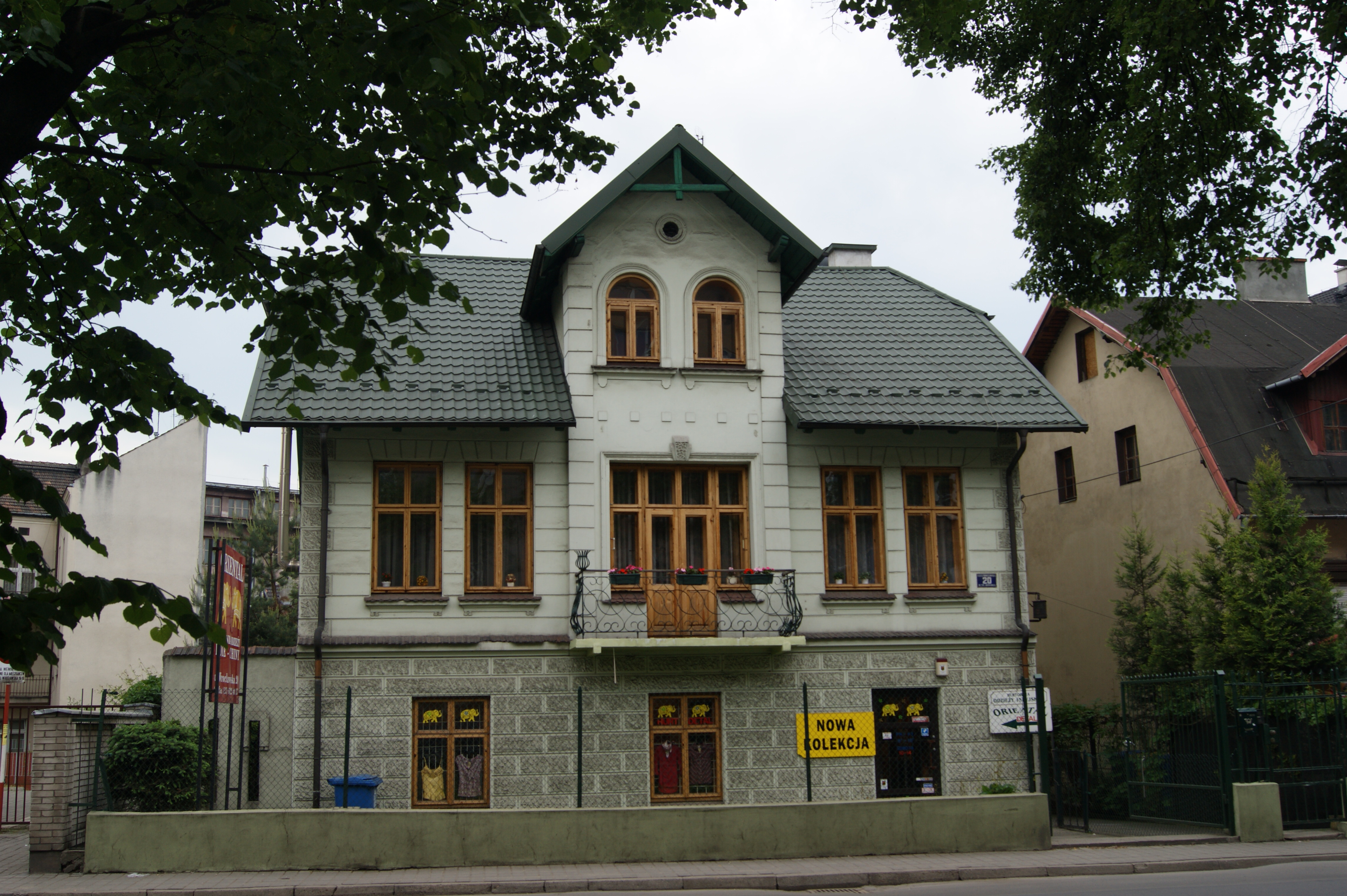
вул. Вроцлавська 20 Вілла (1908)
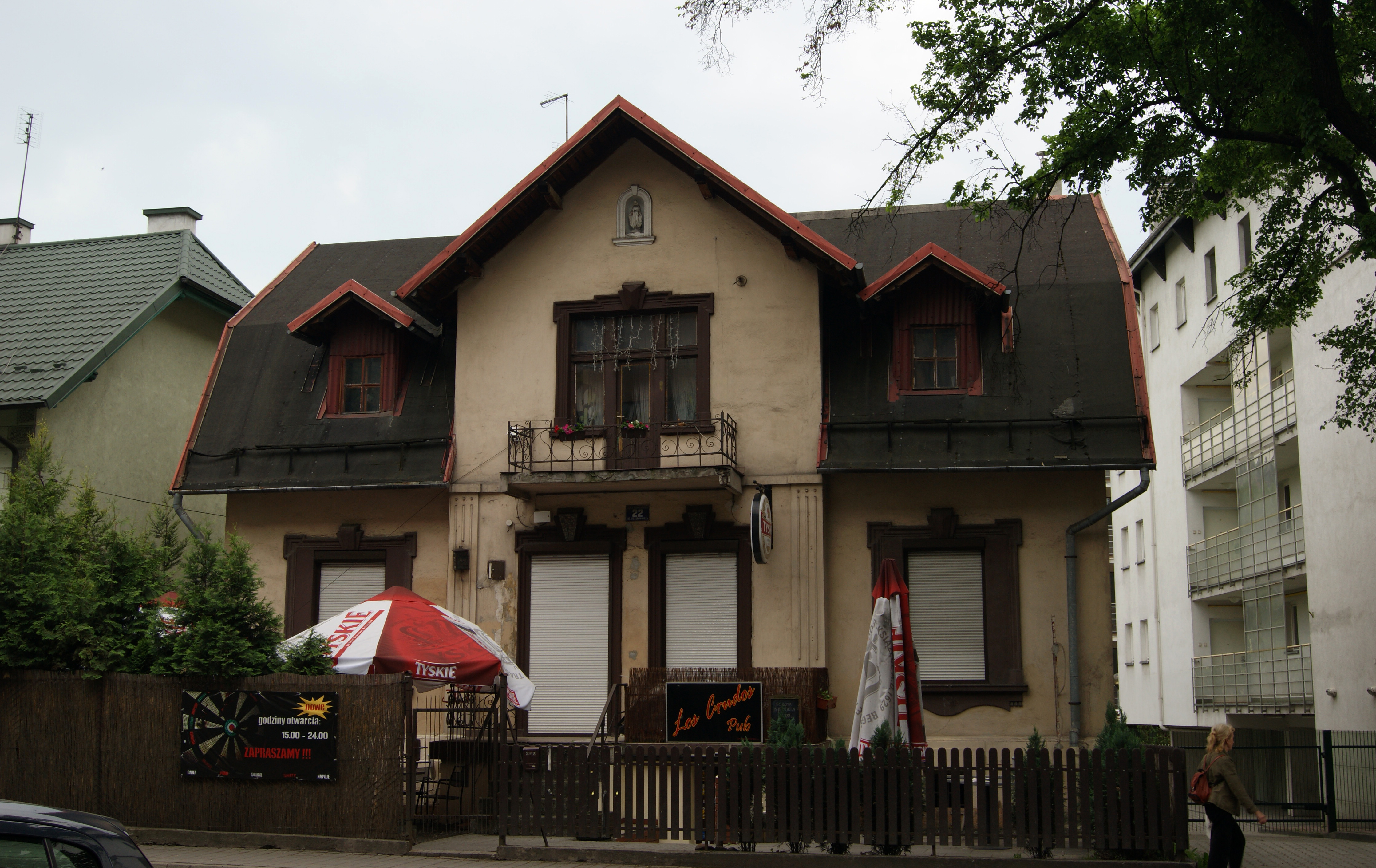
вул. Вроцлавська 22 Вілла (1908)
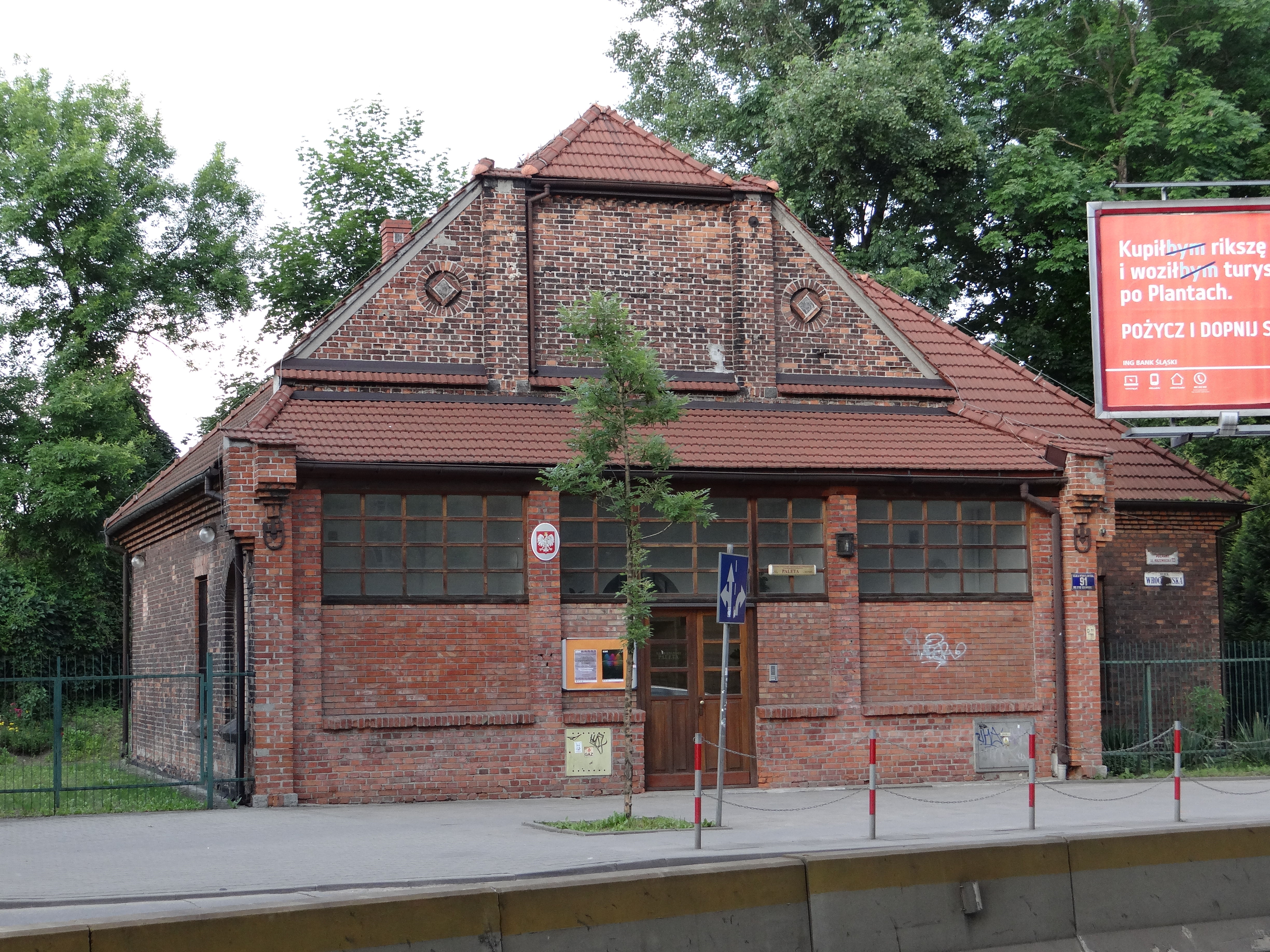
вул. Вроцлавська 91 пункт збору мита «Pod Kasarnią»